# Міжвідомча комісія з питань підготовки України до вступу в НАТО
Міжвідомча комісія з питань підготовки України до вступу в НАТО — консультативно-дорадчий орган при Президентові України, складовий елемент національної системи координації України з НАТО. Створена Указом Президента № 215/2006 від 13 березня 2006 року, ліквідована Указом № 496/2006  від 2 квітня 2010 року.

## Основні завдання
- підготовка пропозицій і рекомендацій щодо вдосконалення державного регулювання у сфері євроатлантичної інтеграції;
- забезпечення узгодженості діяльності національних координаторів співробітництва України з НАТО, координації заходів, здійснюваних центральними органами виконавчої влади, державними органами з метою підготовки України до вступу в НАТО;
- сприяння моніторингу ефективності співробітництва центральних органів виконавчої влади, державних органів з НАТО у відповідних сферах;
- забезпечення розроблення проектів нормативно-правових актів України, державних програм у сфері євроатлантичної інтеграції,надання висновків щодо доцільності прийняття таких нормативно-правових актів та програм, участь у підготовці проектів щорічних цільових планів Україна — НАТО в рамках Плану дій Україна — НАТО, розроблення проекту плану дій щодо членства України в НАТО та програм на виконання такого плану;
- внесення Урядовому комітету з питань європейської та євроатлантичної інтеграції пропозицій, пов'язаних із реалізацією державної політики у сфері євроатлантичної інтеграції, зокрема щодо досягнення критеріїв членства України в НАТО.

## Склад
Головою Міжвідомчої комісії виступав національний координатор співробітництва України з НАТО у сфері зовнішньої політики, членами Міжвідомчої комісії — інші національні координатори співробітництва України з НАТО та голова Національного центру з питань євроатлантичної інтеграції України. Секретарем Міжвідомчої комісії виступав директор департаменту НАТО Міністерства закордонних справ України .
Обов'язки Голови Міжвідомчої комісії було покладено на Першого заступника Міністра закордонних справ України В. Д. Хандогія.
В рамках Національної системи координації діяли 15 робочих груп, які очолювалися національними координаторами (перші заступники або заступники керівників центральних органів виконавчої влади України) галузевого співробітництва України з НАТО:
1. Національний координатор співробітництва України з НАТО у сфері зовнішньої політики — Перший заступник Міністра закордонних справ України;
2. Національний координатор співробітництва України з НАТО у сфері реформування сектору безпеки та цивільного контролю — Заступник Секретаря РНБОУ з питань безпеки у зовнішньополітичній сфері;
3. Національний координатор співробітництва України з НАТО у сфері оборони та у військовій сфері — Перший заступник Міністра оборони України;
4. Національний координатор співробітництва України з НАТО в економічній сфері — Перший заступник Міністра економіки України;
5. Національний координатор співробітництва України з НАТО у сфері екології та охорони довкілля — Перший заступник Міністра охорони навколишнього природного середовища України;
6. Національний координатор співробітництва України з НАТО у сфері освіти, науки і технологій — Перший заступник Міністра освіти і науки України;
7. Національний координатор співробітництва України з НАТО у сфері надзвичайних ситуацій — Заступник Міністра України з питань надзвичайних ситуацій та у справах захисту населення від наслідків Чорнобильської катастрофи;
8. Національний координатор співробітництва України з НАТО у правовій сфері — Заступник Міністра юстиції України;
9. Національний координатор співробітництва України з НАТО у сфері ресурсного (фінансового) забезпечення — Заступник Міністра фінансів України;
10. Національний координатор співробітництва України з НАТО у сфері оборонної промисловості — Заступник Міністра промислової політики України;
11. Національний координатор співробітництва України з НАТО у сфері нерозповсюдження та експортного контролю — Заступник Міністра закордонних справ України;
12. Національний координатор співробітництва України з НАТО у сфері інформації — Перший заступник Голови Державного комітету телебачення і радіомовлення України;
13. Національний координатор співробітництва України з НАТО у сфері безпеки й кордонів — Заступник Голови Державної прикордонної служби України;
14. Національний координатор співробітництва України з НАТО у сфері безпеки — Заступник Голови Служби безпеки України;
15. Національний координатор співробітництва України з НАТО у сфері боротьби з корупцією, організованою злочинністю та тероризмом -Заступник Голови Служби безпеки України.